# Happy TV doo
Happy TV doo је српска медијска компанија основана 1994. године. Власник компаније је Идеограм. Happy TV doo чине канал Happy и кабловски канали Happy Reality 1, Happy Reality 2, Moje Happy Društvo, Moj Happy Život, Moja Happy Zemlja и Moja Happy Muzika.

## Историја
Компанија је основана 1994. под именом Кошава. Она је била емитер радио-станице и телевизијског канала Кошава, која је првобитно била у власништву државних фирми и Марије Милошевић, ћерке бившег председника Југославије, Слободана Милошевића. Након демократских промена 2000, Марија Милошевић је продала компанију тадашњем председнику одбора директора новина Блиц, адвокату Боривоју Пајовићу. У међувремену, компанија је променила власништво неколико пута, а данас је у рукама Предрага Ранковића, контроверзног српског бизнисмена.
У јануару 2017. године, компанија Kopernikus Corporation Срђана Миловановића, данас власника канала Прва и Б92, дао је позајмицу каналу Happy у износу од 4,8 милиона евра. Као обезбеђење за ову позајмицу, стављен је залог на власнички удео у каналу Happy, па би, уколико позајмица не буде враћена, Kopernikus могао постати власник ове телевизије.